# هیرویوکی ساوادا
هیرویوکی ساوادا (انگلیسی: Hiroyuki Sawada؛ زادهٔ ۲۹ ژانویهٔ ۱۹۷۴) بازیکن فوتبال اهل ژاپن است.
از باشگاه‌هایی که در آن بازی کرده‌است می‌توان به باشگاه فوتبال اوراوا رد دیاموندز اشاره کرد.